# フアン・ベラスコ・アルバラード
フアン・ベラスコ・アルバラード（Juan Velasco Alvarado、1910年6月16日 - 1977年12月24日）は、ペルーの軍人、政治家、大統領。

## 生涯

### 生い立ち
1910年6月16日、ペルー北部のピウラで代書人の息子として生まれた。幼年期は貧しい生活を送っていたが、高校を卒業してリマに上京し、1929年にペルー陸軍に入隊した。陸軍では士官学校に入学した後に順調に出世し、1959年には将軍に任命された。
1960年代のペルーの政治は不安定であり、1962年にはシエラ（山岳地帯）のクスコ県で農地改革を求めたウーゴ・ブランコ率いるCCPのゲリラが蜂起しており、1965年にもシエラでキューバ革命の影響を受けたルイス・デ・ラ・プエンテが革命左翼運動（MIR）を率いて蜂起した。ペルー陸軍は6か月をかけてこのゲリラを鎮圧したが、ゲリラとともに8,000人以上の貧しい農民が殺害された。また、鎮圧のためにアメリカ軍に要請したナパーム弾の供与が拒否されたことは、ペルー社会の遅れとアメリカ軍離れ、そして改革の必要性を軍人達に認識させることになった。

### 政権樹立
こうした社会的背景の中、ベラスコは1968年10月3日に無血クーデター（Gobierno Revolucionario de las Fuerzas Armadas）でフェルナンド・ベラウンデ・テリー大統領を追放して権力を掌握し、翌4日にタララ協定（El Acta de Talara）の無効化を宣言した。ベラウンデ・テリーは同年8月13日にスタンダード・オイル系のインターナショナルオイル（IPC）とこの協定を結んでいたが、IPCが違法に採掘した石油代金をペルー政府に支払うことと、その価格について取り決めた11ページ目が紛失しており、スキャンダルと化していた。ベラスコは10月9日にIPCの全資産を接収し、国民の喝采を得た。
ベラスコは自らの政権を「軍部革命政権」と位置づけ、1968年に高等軍事研修所（CAEM）の作成した「インカ計画」に基づいて国家の構造的改革を進めた。反帝国主義を掲げたベラスコ政権は東ヨーロッパ諸国と国交を樹立し、1969年2月にはペルーの二百海里を侵害したアメリカ合衆国のマグロ漁船を拿捕するなど、自主外交と対米従属からの独立を進めた。1969年6月24日にはトゥパク・アマルー2世の標語とともに農地改革法が公布され、南米最大規模の農地改革が実施された。これにより政権の正統性は著しく強化され、最終的に「44家族支配」と呼ばれる農地に依存していたペルーの地主寡頭支配層は解体された。エドゥアルド・ガレアーノはこのことについて、1970年に著書『収奪された大地 ラテンアメリカ五百年』の中でこう書いている。
従属論の影響を受けていたベラスコ政権の目指した基本的な立場は「資本主義でも共産主義でもない人間的な社会主義」であり、ユーゴスラビアの自主管理社会主義がモデルにされた。1969年12月には司法改革が行われ、若手の中堅法曹の要請に従って腐敗した最高裁判事が更迭された。1971年6月には大衆の政治参加を実現するために、全国社会動員機構（SINAMOS）が設立された。また、それまでインディオと呼ばれていた人々を、差別的な響きを持つ「インディオ」から「カンペシーノ」（農民）に呼び変えるなど、先住民の復権を図った。こうした政策は民衆の支持を集め、ベラスコは「エル・チーノ」（中国人の意。ペルーでは親しみを込めて使われる）の愛称で呼ばれた。
経済面では外国経済の従属から脱して国民経済を確立すべく、輸入代替工業化を推進した。セロ・デ・パスコ銅会社や漁粉会社などが国有化され、銀行への統制も進み、1970年6月にはプラード一族の所有物であり、経営破綻寸前だったバンコ・ポプラールを国有化した。
外交面では、従来までのペルーの採っていたアメリカ一辺倒の外交から転じ、1971年にアルバニア決議に賛成して中華人民共和国（中国）と、1972年にはソビエト連邦（ソ連）やキューバと国交を樹立した。また、東ヨーロッパ諸国や西ドイツをはじめとする西ヨーロッパ諸国、日本、さらにはチリをはじめとするラテンアメリカなどとも交流を深めた。また、非同盟運動を推進し、第三世界諸国とも交流が深まった。
ベラスコの築いた軍事革命政権は、アンデス諸国の革新的軍事政権やパナマのオマール・トリホス政権などに模倣され、一つのモデル体制となった。また、この時期に式典に参加したベネズエラ陸軍士官学校生のウゴ・チャベスに対し、自ら政治改革に関する書物を手渡した。

### 失脚
しかし、ペルー経済は低迷し、1973年のオイルショックがこれを加速させた。ベラスコは1973年2月に病気によって左足を切断したが、この事件以来ベラスコの懐疑心は強くなり、政権内部での不和が目立つようになっていった。
同年9月11日のチリ・クーデターで、それまで友好的関係を保っていたチリ人民連合のサルバドール・アジェンデ政権が崩壊し、強烈な反共主義を掲げたアウグスト・ピノチェト政権がイデオロギー的対立からペルーを敵視し始めると、チリとの軍事衝突の危機が高まった。また、周辺国のパラグアイ、ボリビア、ウルグアイなどでも反共を掲げる軍事政権が成立しており、ペルーの孤立は進んだ。1974年にはアメリカやチリ、ブラジルなどで、ベラスコが太平洋戦争で失った旧ペルー領のタラパカを奪回するために戦争を仕掛けようとしているという噂が広まった。ピノチェトはこの衝突の危機を利用して軍事政権による国内の引き締めを図り、機甲師団を北部のアントファガスタに集結させた。
さらに、軍部の権威主義的な姿勢と大衆参加の実現は折り合いがつかなくなり、結果的に民衆は政府が定めた参加型プロジェクトによって反対運動を進めた。1975年2月には経済的失策から警察までもがストライキを行い、このストで治安機関が後退したことによりプエブロ・ホーベンから暴徒と化した群衆が押し寄せて暴動に発展し、リマを略奪した。この暴動の制圧のために軍が出動し、死傷者1,000人以上を出した。一方でベラスコ自身の体力も限界に達しており、2月28日には脳卒中で倒れた。4月にベラスコは復帰し、6月にはケチュア語が公用語に制定されたが、経済危機は軍内の反ベラスコ派をまとめるのに十分なほど進行していた。ベラスコは1975年8月29日、軍内制度派（中道派）のフランシスコ・モラレス・ベルムデス将軍による無血クーデターで失脚した。
ベラスコは1977年12月24日、リマの病院で死去した。棺は彼を敬愛した多くの人々によって墓地に運び出された。

## 評価
結果的にベラスコの政策では意図された従属経済の克服は叶わず、公務員層の肥大化によりベラスコ自身が嫌った官僚化が進んだ。農地改革により地主寡頭支配層は解体されたが、ベラスコが企図した寡頭支配層の完全解体には至らず、農地改革による農村部での権力の空白が1980年代のセンデロ・ルミノソをはじめとする農村ゲリラの台頭を招いたとの見方もある。
しかし、ベラスコはトゥパク・アマルー2世による反乱以来、ペルー近代史上初めてペルーの抱える病理に対して抜本的な対策を採った人物であり、ペルー革命によってインディオの復権が進められた結果、インディオはピサロの征服以来400年以上の長きにわたって失われていた自尊心を取り戻すきっかけを掴み、革命以降白人に対してのインディオやチョロによる卑屈な態度は著しく減少した。また、それまで禁忌とされていたインディオの人権問題や自主外交などのテーマについて公然と語ることも可能になり、ベラスコによってペルー社会が抜本的な変革を実現したことは紛れもない事実である。

## 語録
- 「農民よ、地主は二度とあなたの貧しさを食いものにはしない」（“Campesino, el patrón ya no comerá más de tu pobreza”）- 農地改革に際して、200年ぶりにトゥパク・アマルー2世の言葉を繰り返して。

## 脚註
1. ↑  引用文はエドゥアルド・ガレアーノ『収奪された大地 ラテンアメリカ五百年』大久保光夫訳 新評論 1986年 pp.285-286より引用
2. ↑  Orin Starn、 Carlos Iván Kirk、 Carlos Iván Degregori（2009年）『The Peru Reader: History, Culture, Politics』Part V 270頁
3. ↑  Stefano Varese（2004年）『Salt of the Mountain: Campa Asháninka History and Resistance in the Peruvian Jungle』xxix
4. ↑  Stefano Varese, Alberto Chirif（2006年）『Witness to Sovereignty: Essays on the Indian Movement in Latin America』63頁
5. ↑  中川文雄、松下洋、遅野井茂雄『世界現代史34 ラテンアメリカ現代史Ⅱ』山川出版社 p.190
6. ↑  坂口安紀「苦悩するベネズエラ―チャベス政権の「ボリバル革命」の行方」『異文化理解講座8 現代中米・カリブを読む 政治・経済・国際関係』小池康弘（編） 山川出版社 2008
7. ↑  大串和雄『軍と革命 ペルー軍事政権の研究』東京大学出版会 1993 pp.174-176
8. ↑  大串和雄『軍と革命 ペルー軍事政権の研究』東京大学出版会 1993 pp.182-184
9. ↑  細谷広美（編著） 『ペルーを知るための62章』明石書店 2004 pp.159-163
10. ↑  大串和雄『軍と革命 ペルー軍事政権の研究』東京大学出版会 1993 pp.323-325